# Ploumagoar
Ploumagoar [plumagwaʁ] (bretonisch Plouvagor) ist eine französische Gemeinde mit 5418 Einwohnern (Stand: 1. Januar 2022) im Département Côtes-d’Armor in der Region Bretagne. Sie gehört zum Arrondissement Guingamp und zum gleichnamigen Kanton Guingamp. Die Einwohner werden Ploumagoariens und Ploumagoariennes genannt.

## Geographie
Ploumagoar wird im Westen durch den Fluss Trieux begrenzt. Umgeben wird Ploumagoar von den Nachbargemeinden Guingamp und Saint-Agathon im Norden, Saint-Jean-Kerdaniel im Nordosten, Lanrodec im Osten, Saint-Péver im Süden, Saint-Adrien im Südwesten, Coadout im Westen sowie Grâces im Nordwesten.
Durch die Gemeinde führt die Route nationale 12.

## Bevölkerungsentwicklung
| Jahr      | 1962 | 1968 | 1975 | 1982 | 1990 | 1999 | 2006 | 2011 | 2020 |
| --------- | ---- | ---- | ---- | ---- | ---- | ---- | ---- | ---- | ---- |
| Einwohner | 2604 | 3092 | 3940 | 4563 | 4567 | 4399 | 4794 | 5186 | 5405 |

## Sehenswürdigkeiten

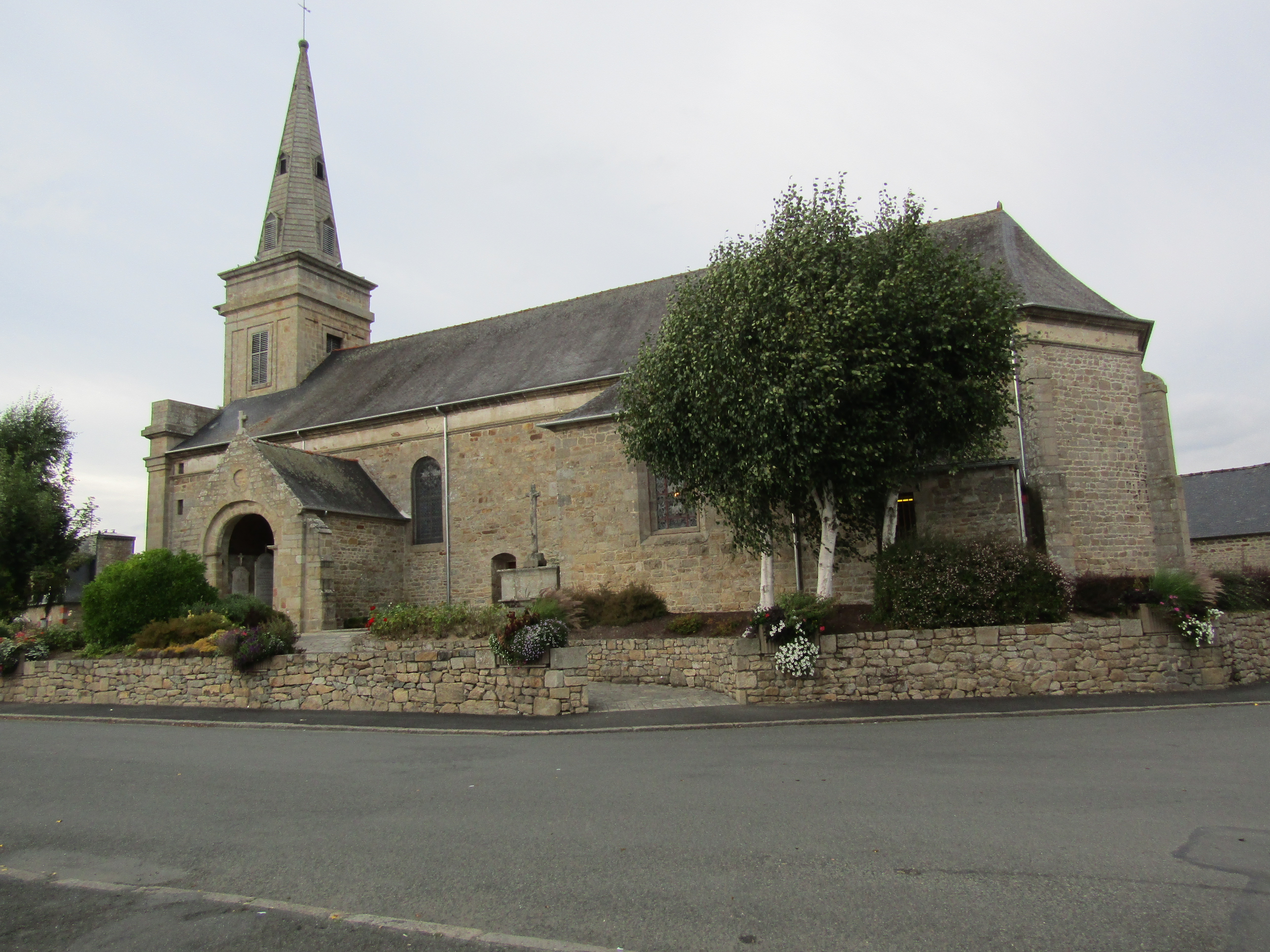
Pfarrkirche Saint-Pierre

- Augustinerkloster Notre-Dame de Providence, 1676 begründet, 1915 nach Pabu verlegt
- Anwesen Locmaria aus dem 18. Jahrhundert, seit 1985 teilweise als Monument historique eingeschrieben
- Pfarrkirche Saint-Pierre, errichtet zwischen 1778 und 1788
- Kapelle Sainte-Brigitte aus dem 19. Jahrhundert
- Urgeschichtliche Hügelgräber in Ruveuzit, in Kerauffret und in Lanviniec
- Überbleibsel von Festungen aus dem Hochmittelalter in Le Moulin à Fouler, in Bois de Malaunay und in Kerhuellan
- Herrenhaus, 1662 errichtet
- Herrenhaus in Kergre aus dem 16. oder 17. Jahrhundert

## Gemeindepartnerschaften
- Mogadouro, Distrikt Bragança, Portugal, seit 1993
- Aderbissinat, Region Agadez, Niger